# Robert II (biskup wrocławski)
Robert II (zm. 11 kwietnia 1143) – biskup wrocławski w latach 1140–1142, biskup krakowski w latach 1142–1143.

## Życiorys
Jego pochodzenie nie jest znane; Tadeusz Silnicki i Stanisław Kętrzyński przypuszczali, że pochodził z Francji.
Robert był początkowo biskupem wrocławskim, a następnie został przez księcia Władysława Wygnańca przeniesiony do Krakowa. Biskup Robert w Krakowie konsekrował romańską katedrę na Wawelu (20 kwietnia 1142), w której został pochowany.